# Эйтхорн
Эйтхорн (нидерл. Uithoorn) — населённый пункт и община в нидерландской провинции Северная Голландия. Расположена к югу от Амстердама. Площадь общины — 19,49 км², из них 18,30 км² составляет суша. Население по данным на 1 января 2007 года — 27 970 человек. Средняя плотность населения — 1435,1 чел/км².
На территории общины находятся следующие населённые пункты: Эйтхорн и Де-Квакел.

## Галерея

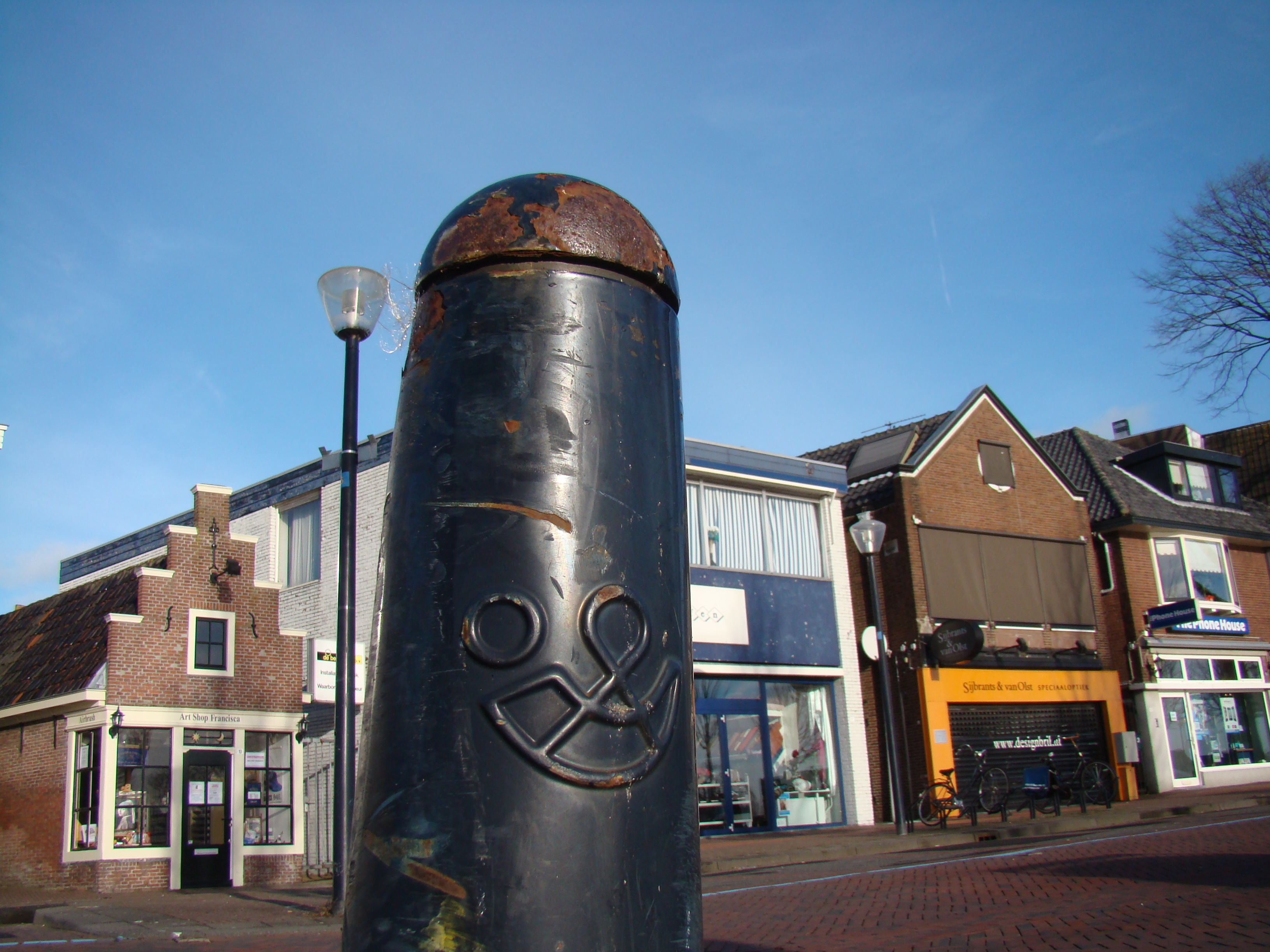
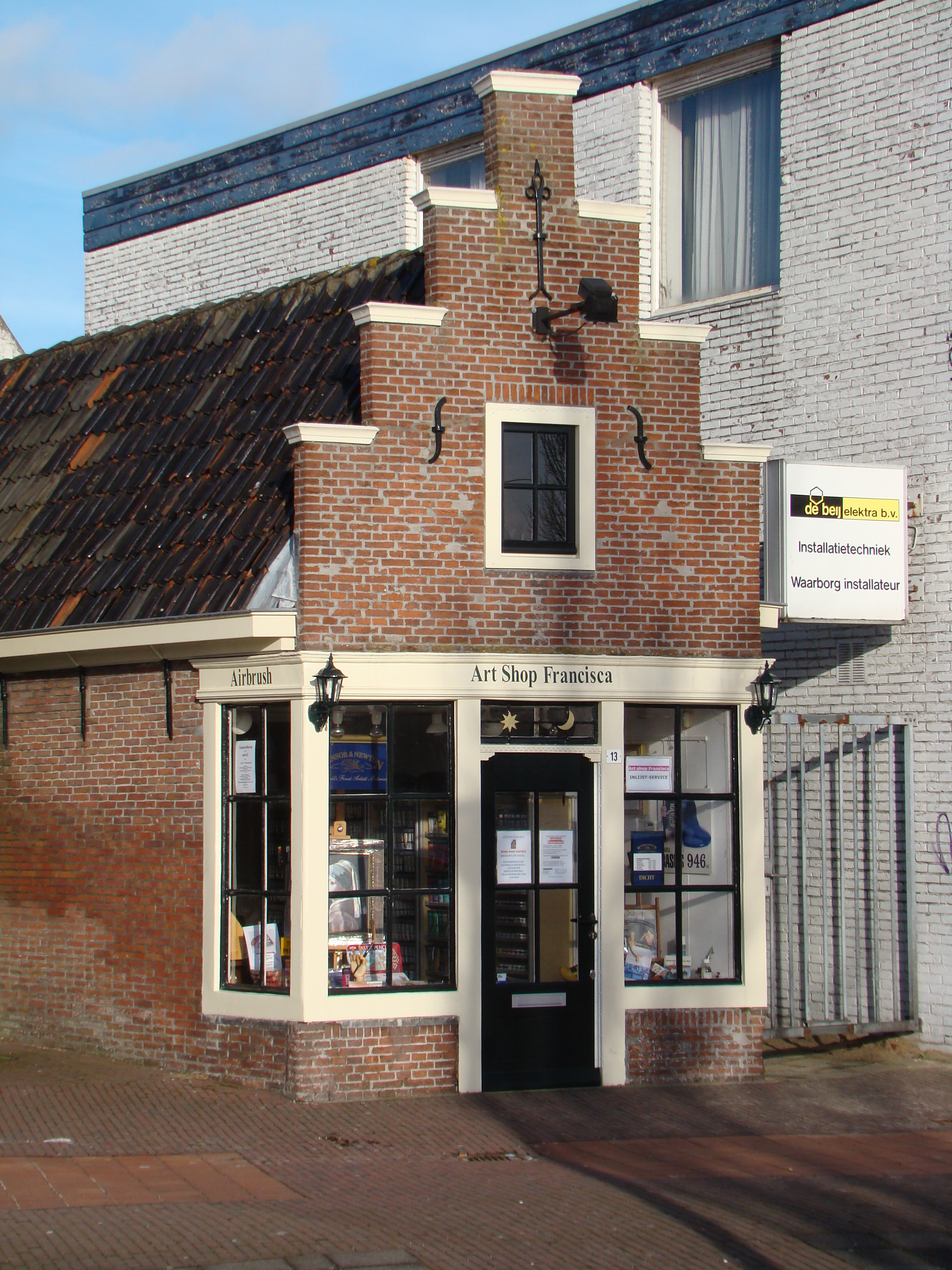
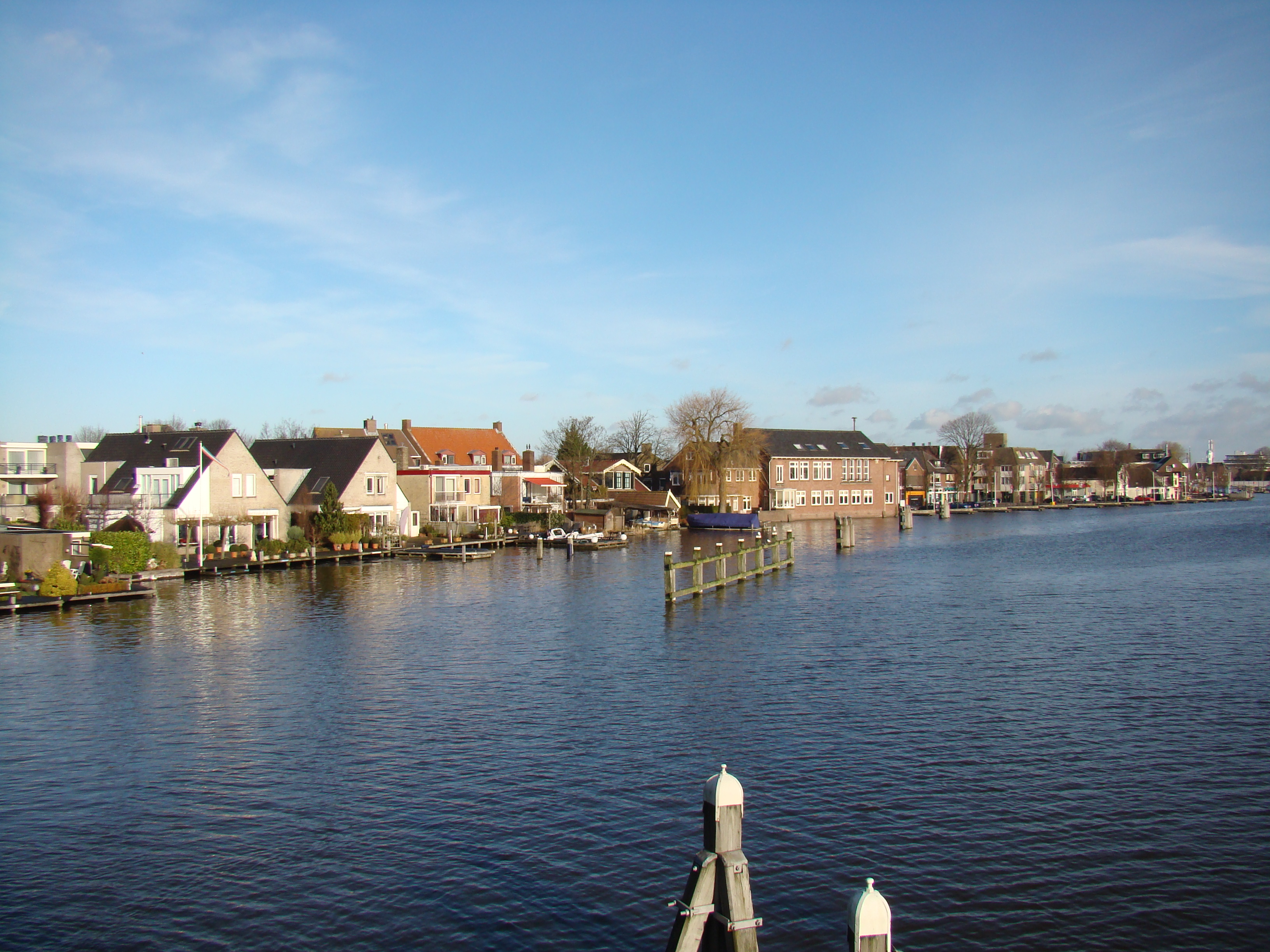